# Verdet de Sonnerat
El verdet de Sonnerat (Chloropsis sonnerati) és un ocell de la família dels cloropseids (Chloropseidae).

## Hàbitat i distribució
Habita boscos de les terres baixes al sud-oest de Tailàndia, Malaia, Sumatra, Java i Borneo.